# Монголи Китаю

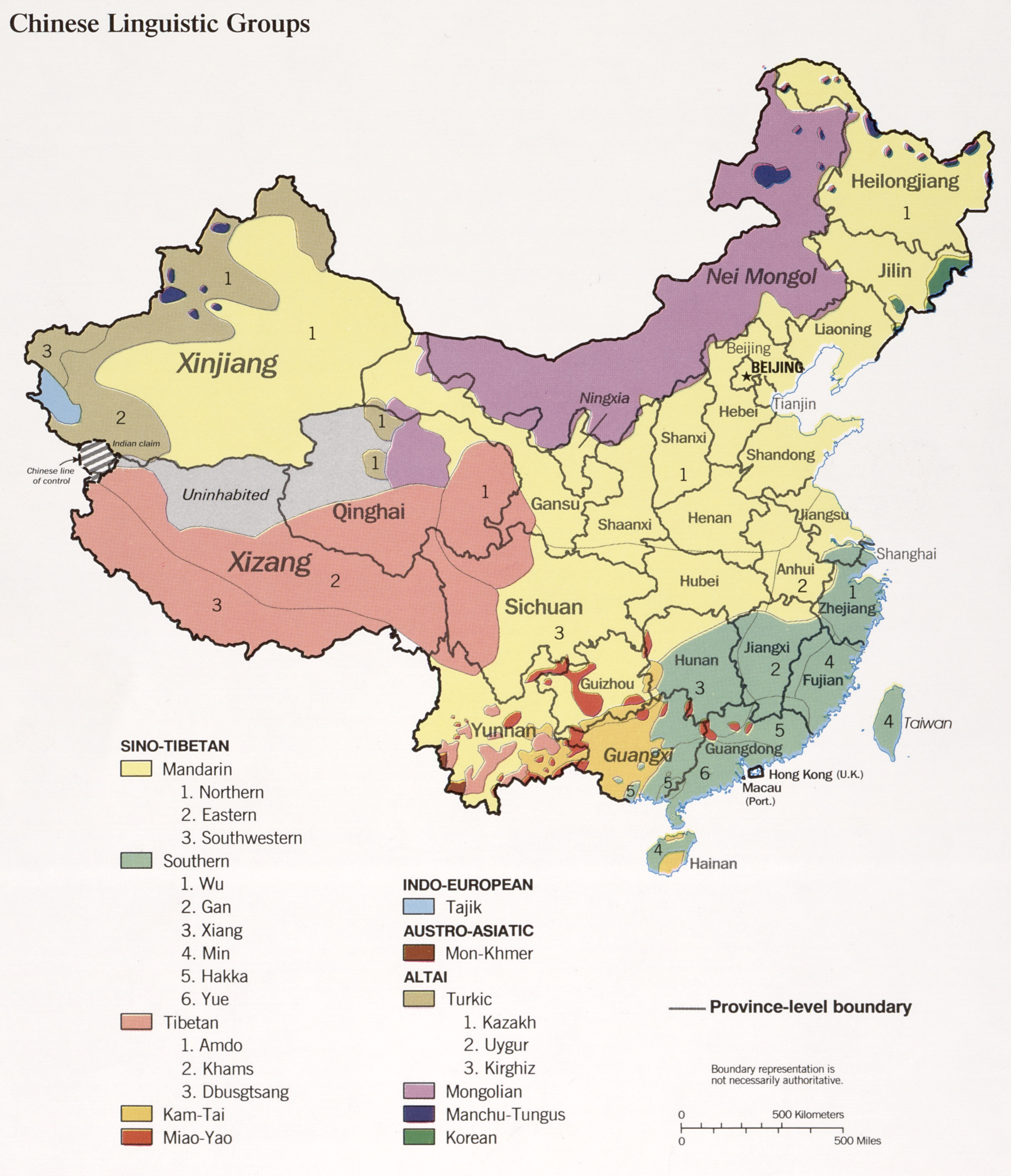

Монголи Китаю або китайські монголи (кит.: 蒙古族) — етнічні монголи, які були інтегровані в національне будівництво Республіки Китай (1912—1949) після падіння імперії Цін (1636—1911). Ті, хто не інтегрувався, відкололися під час Монгольської революції 1911 року та знову в 1921 році. Китайська Республіка визнала монголів частиною п'яти народів у одному союзі. Її спадкоємиця, Китайська Народна Республіка (1949 — теперішній час), визнала монголів однією з 55 етнічних меншин Китаю.

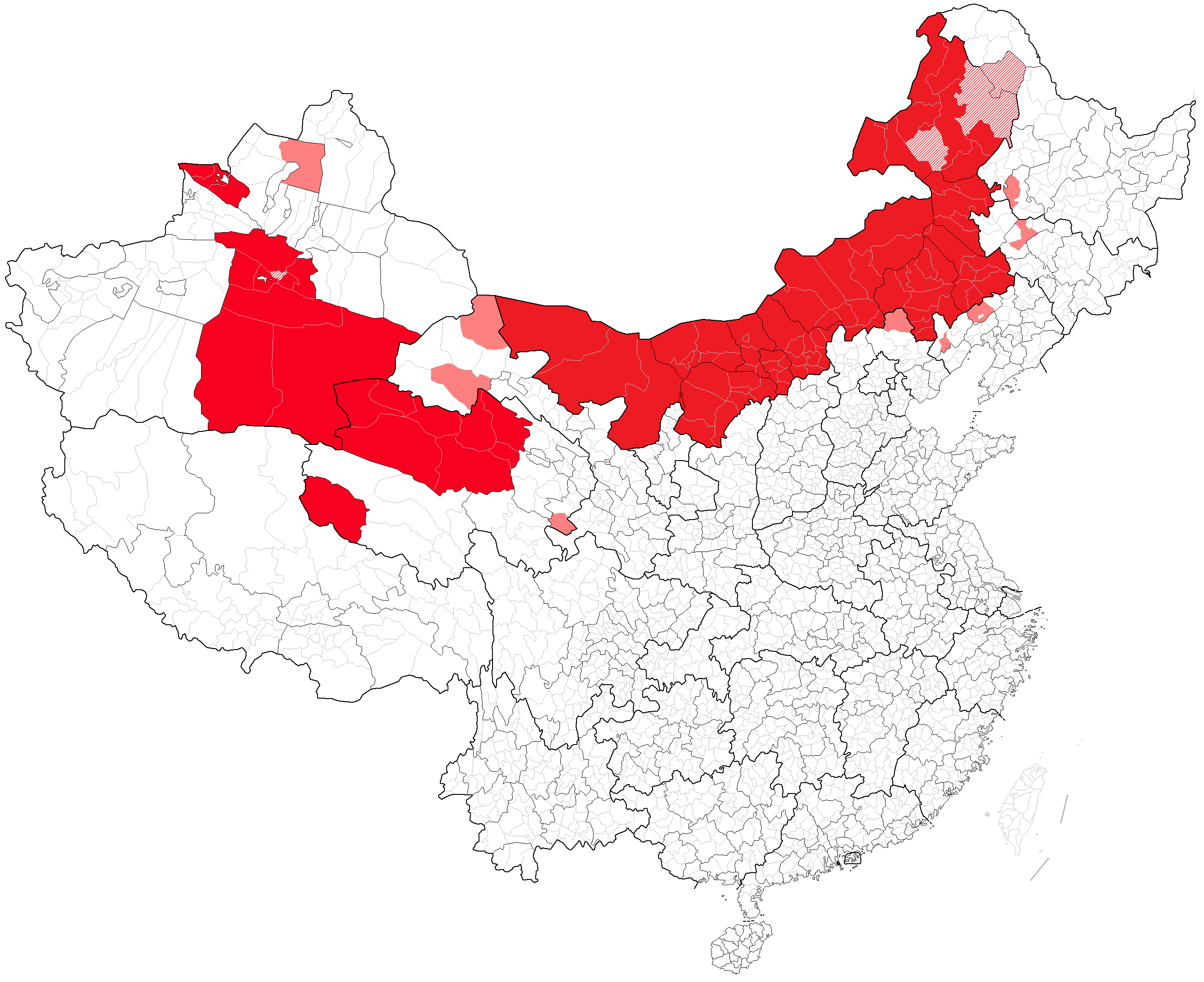
Визначені урядом КНР автономії монголів

Станом на 2020 рік у Китаї проживало 6 290 204 монголів, що на 0,45 % більше, ніж за даними національного перепису 2010 року. Більшість з них проживає у Внутрішній Монголії, Північно-Східному Китаї, Сіньцзяні та Цинхаї. Монгольське населення Китаю майже вдвічі перевищує населення суверенної держави Монголія.

## Класифікація

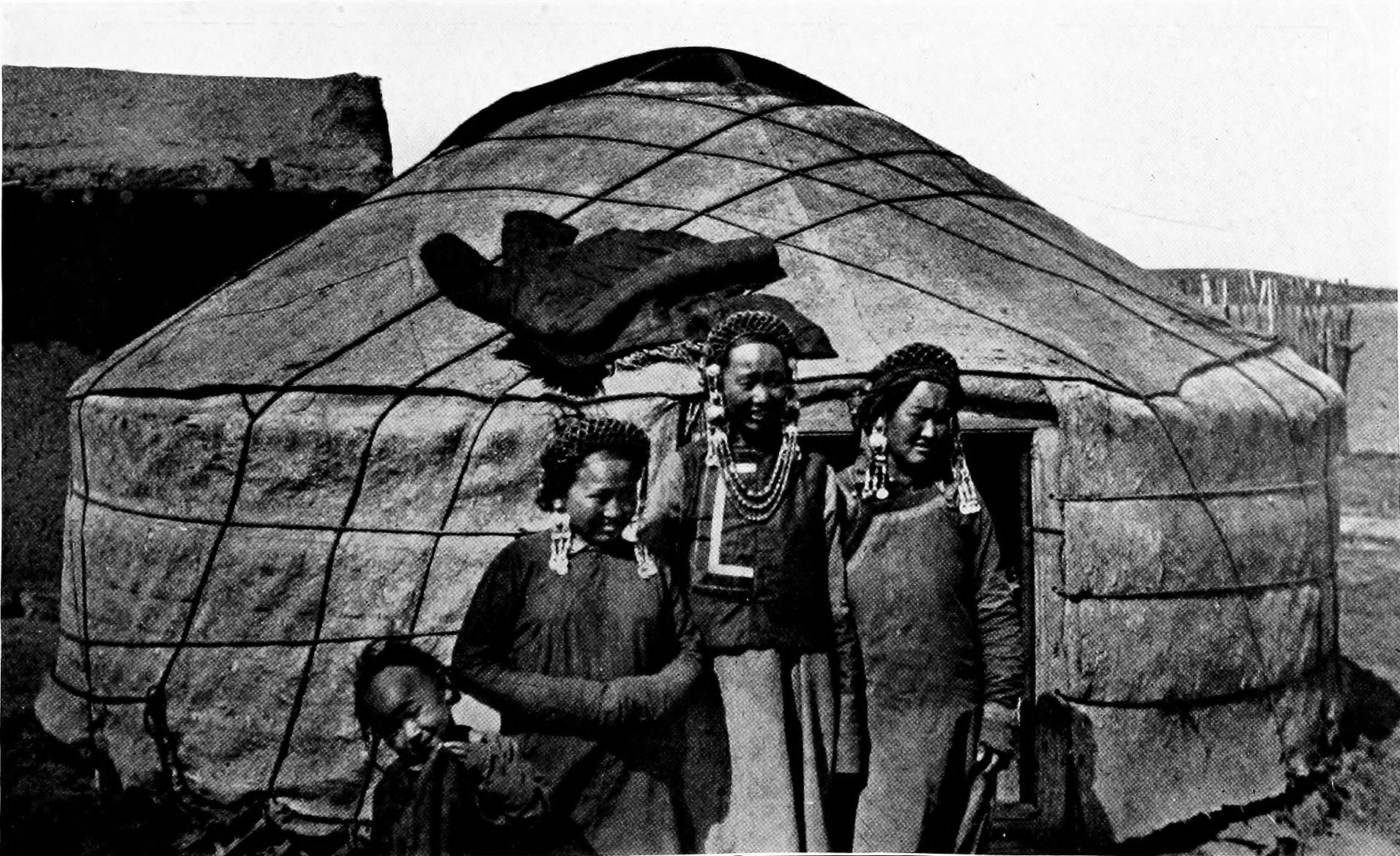
Фотографія Іветт Боруп Ендрюс, 1920 рік

Китай класифікує різні монгольські групи, такі як буряти та ойрати, в одну категорію з монголами та внутрішніми монголами. Тувинці, немонгольська етнічна група, також класифікуються Китаєм як монголи. Офіційною мовою для всіх цих монголів у Китаї є літературний стандарт, заснований на монгольському діалекті Чахар.
Етнічна класифікація може бути неточною через відсутність інформації щодо політики реєстрації.
Деякі групи населення, офіційно класифіковані урядом Китайської Народної Республіки як монголи, наразі не розмовляють жодною формою монгольської мови. До таких популяцій належать сичуаньські монголи (більшість з яких розмовляють однією з форм наїнської мови), юньнаньські монголи (більшість з яких розмовляють однією з форм мови лолойш) і монголи Хенаньського монгольського автономного округу в Цинхаї (більшість з яких розмовляють тибетською мовою амдо) та/або китайською).

## Генетика
За дослідженням 2021 року, Y-хромосомна гаплогрупа O2 (49,14 %) посіла перше місце серед монголів Китаю, за нею йдуть C2 (22,86 %), O1 (12,00 %) і N1 (6,29 %). Y-хромосомні гаплогрупи D1, E, I, G, Q і R були рідко поширені в досліджуваних монгольських популяціях. У монголів Китаю на першому місці була мітохондріальна гаплогрупа D (27,07 %), за нею йшли мітохондріальні гаплогрупи B (11,60 %), F (10,77 %), Z (8,01 %), G (7, 73 %), C (6,91 %), A (6,08 %), N (5,25 %) і M7 (5,25 %). Інші мітохондріальні гаплогрупи (HV, H, I, M8, M9, M10, M11, R, T, U, W і Y) спорадично поширені серед досліджуваних монголів Китаю з частотою не більше 1,66 %

## Споріднені групи
Не всі групи людей, пов'язані із середньовічними монголами, офіційно класифікуються як монголи згідно з поточною системою. Інші офіційні етнічні групи Китаю, які розмовляють монгольськими мовами, включають наступні народи:
- Дунсяни провінції Ганьсу
- Монгори провінцій Цинхай і Ганьсу
- Даури Внутрішньої Монголії
- Бонаньці провінції Ганьсу
- деякі югури провінції Ганьсу (інші югури розмовляють тюркською мовою)
- деякі хуейцзу провінції Цінхай

## Відомі люди
- Сенге Рінчен, шляхтич і генерал династії Цін
- Мінгту, етнічний монгольський китайський математик часів династії Цін
- Уланху, політик, колишній голова Внутрішньої Монголії, колишній віце-президент Народної Республіки
- Фу Ін, заступник міністра закордонних справ, колишній посол у Великій Британії, Австралії та на Філіппінах
- Лі Сігуан, геолог, засновник геомеханіки Китаю
- Ян Шисянь, хімік, ректор Нанкайського університету
- Менге Батир, баскетболіст CBA та NBA
- Бао Сішунь, один із найвищих людей у світі
- Тенгрі, поп/рок музикант
- Бюрен Баїр, співак, композитор і диск-жокей
- Уудам, дитячий співак
- Чжан Сяопін, спортсмен
- Чингельтей (1924—2013), мовознавець, один із небагатьох у світі знавців киданьської мови.
- Джалсан, лінгвіст і буддистський лідер
- Батдорджмн Баасанджаб, актор
- Сяо Цянь, академік
- Ван Ліцзюнь, опальний начальник поліції та політичний діяч
- Бай Веньці, генерал-лейтенант ВПС КНР

## Галерея

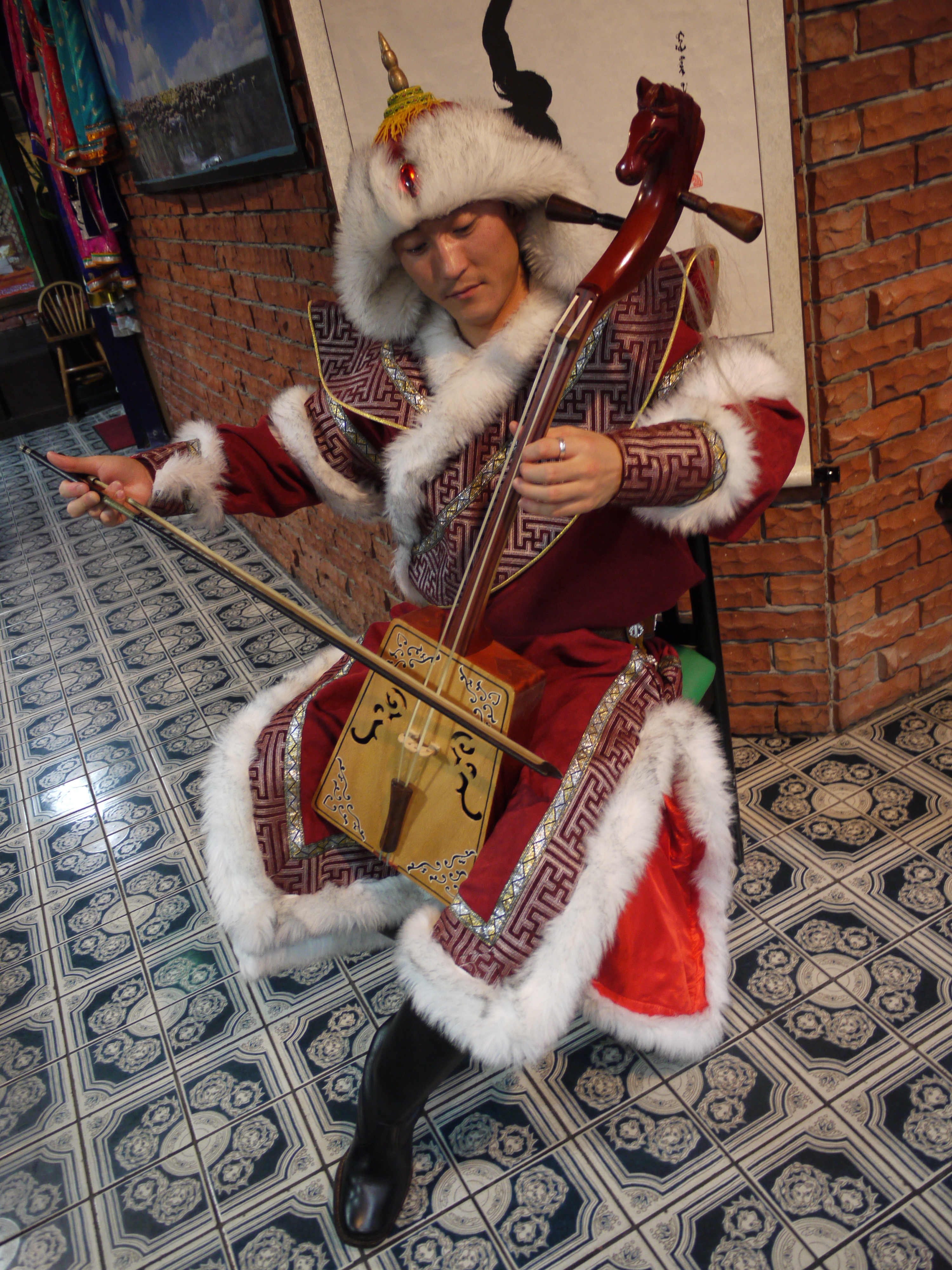
Етнічний монгольський китайський музикант, який виконує морин кхуур у внутрішньомонгольському стилі

### Цитування
1. ↑  Seventh National Population Census of the People's Republic of China
2. ↑  Jirimutu, Jerry (1998). A socio‐demographic profile of the Mongols in China, 1990. Central Asian Survey. 17 (1): 93—108. doi:10.1080/02634939808401025.
3. ↑  Bulag, Uradyn E. (2003). Mongolian Ethnicity and Linguistic Anxiety in China. American Anthropologist. 105 (4): 753—763. doi:10.1525/aa.2003.105.4.753. Архів оригіналу за 3 червня 2004. The quest for the standardization of Mongolian [language] in Inner Mongolia was a product as much of a domestication of the Mongols in China as a protest against the imposition of Chinese [Standard Beijing Mandarin] as the national standard language to which all minority languages were forced to conform.
4. ↑  Wang, Jian; Teng, Xing (2016). Teachers' beliefs of behaviors, learning, and teaching related to minority students: a comparison of Han and Mongolian Chinese teachers. Teaching Education. 27 (4): 371—395. doi:10.1080/10476210.2016.1153623.
5. ↑  Deng, Xinmei; Ding; Cheng; Chou (2016). Feeling Happy and Sad at the Same Time? Subcultural Differences in Experiencing Mixed Emotions between Han Chinese and Mongolian Chinese. Frontiers in Psychology. 7 (1692): 1692. doi:10.3389/fpsyg.2016.01692. PMC 5081370. PMID 27833582.
6. ↑  Main Data of the Seventh National Population Census. Stats.gov.cn. Процитовано 25 липня 2021.
7. ↑  China Statistical Yearbook 2021.
8. ↑  Mongush, M. V. «Tuvans of Mongolia and China.» International Journal of Central Asian Studies, 1 (1996), 225—243. Talat Tekin, ed. Seoul: Inst. of Asian Culture & Development.
9. ↑  «Öbür mongγul ayalγu bol dumdadu ulus-un mongγul kelen-ü saγuri ayalγu bolqu büged dumdadu ulus-un mongγul kelen-ü barimǰiy-a abiy-a ni čaqar aman ayalγun-du saγurilaγsan bayidaγ.» (Sečenbaγatur et al. 2005: 85).
10. ↑  [http://www.lupm.org/mn/pages/101026mn.htm y (Mongolian): Millions of Han Chinese of Inner Mongolia Autonomous Region registered as «Mongol» and «Manchu» according to Chinese policy since the 1980s. There is no enough information about Chinese ethnic minorities due to the government policy.
11. ↑  Өвөр Монголын хүн ам [Архівовано 2013-12-03 у Wayback Machine.] (Mongolian)

## Подальше читання
- Human Rights in China: China, Minority Exclusion, Marginalization and Rising Tensions, London, Minority Rights Group International, 2007
- de Rachewiltz, Igor. 1981. «ON A RECENT TRANSLATION OF THE MENG-TA PEI-LU AND HEI-TA SHIH-LÜEH: A REVIEW ARTICLE». Monumenta Serica 35. Maney Publishing: 571–82. https://www.jstor.org/stable/40726521.
- 蒙韃備錄 https://archive.org/details/02081581.cn
- 黑鞑事略 http://ctext.org/library.pl?if=gb&res=80917 http://www.chinaknowledge.de/Literature/Historiography/heidashilve.html